# Reichsministerium für Wissenschaft, Erziehung und Volksbildung

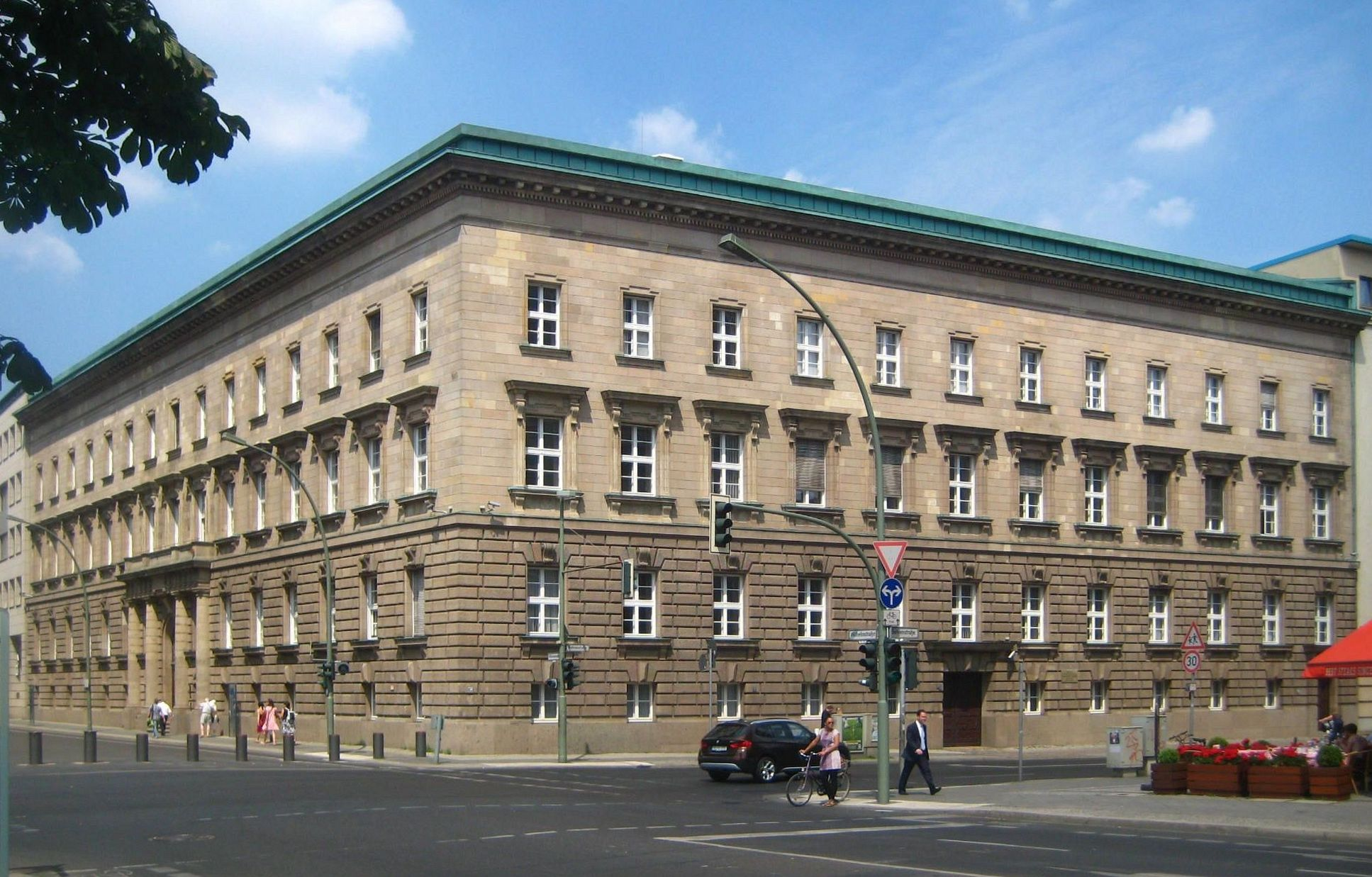
Erweiterungsbau des ehemaligen Preußischen Kultusministeriums in der Berliner Wilhelmstraße, ab 1934 Sitz des REM

Das Reichsministerium für Wissenschaft, Erziehung und Volksbildung (inoffiziell auch „Reichswissenschaftsministerium“ und „Reichserziehungsministerium“ REM genannt) bestand von Mai 1934 bis zum Ende des Zweiten Weltkrieges 1945. In dieser Zeit wurde es von Reichsminister Bernhard Rust (1883–1945) geleitet. Es diente den Bemühungen der Nationalsozialisten, die Schulen und Hochschulen im Deutschen Reich im Sinne des Nationalsozialismus umzustrukturieren. Es ging personell im Wesentlichen aus dem vormaligen preußischen Kultusministerium hervor und wurde 1945 durch die Alliierten geschlossen.
Das Ministeriumsgebäude in Berlin, Unter den Linden 4, wurde im Zweiten Weltkrieg bis auf den 1903 von Paul Kieschke an der Ecke Wilhelm-/Behrenstraße errichteten Erweiterungsbau zerstört. Bis 1990 nutzte ihn das Ministerium für Volksbildung der DDR und nach 1994 der Deutsche Bundestag als Bürohaus.

## Entwicklung
Bis zum 1. Mai 1934 unterstand das Bildungswesen dem Reichsinnenministerium unter Wilhelm Frick, dann wurde der kommissarische preußische Kultusminister mit dem neu gebildeten Reichsministerium betraut. Die Zuständigkeit der Länderkultusministerien für die Bildung bestand teilweise aber weiter fort, z. B. für die Lehrerversorgung.
Im Sinne des Führerprinzips wurde das Ministerium von Rust sehr streng geführt. Er führte eine Einteilung in mehrere Ämter statt Abteilungen ein, um sich von der traditionellen Bürokratie abzuheben: Amt Wissenschaft, Amt Erziehung, Amt Volksbildung, Amt für körperliche Erziehung (mit den Abteilungen Leibesübungen und Jugendpflege), ferner die Geistliche Abteilung, deren kirchliche Angelegenheiten 1935 auf das Reichskirchenministerium übergingen, und die Abteilung Landjahr. Die Erziehung im Nationalsozialismus wurde allerdings nicht allein von ihm, sondern auch von Ernst Krieck, dem Nationalsozialistischen Lehrerbund NSLB und den diversen Jugendorganisationen des NS-Staates bestimmt, so vor allem durch die zunehmend Einfluss gewinnende Hitlerjugend.

## Politische Ziele, Erlasse und Richtlinien
Dem Ministerium unterstanden die Schulen und Universitäten, die Forschungseinrichtungen und Museen im Deutschen Reich, in denen ca. 250.000 Beamte ihren Dienst taten. 1934 bestand der Wille, in Deutschland ein einheitliches Schulsystem zu schaffen: auf Basis der vierjährigen gemeinsamen Grundschule vier Jahre Volksschule (+ dreijährige Berufsausbildung) oder Mittelschule (+ zweijährige Berufsausbildung) oder die höhere Schule. Schon 1936 wurde klar, dass die regionalen Unterschiede sich nicht rasch vereinheitlichen ließen. Rusts Vorgehen war von vielen Rücksichten bestimmt und er folgte der Devise, die Jungen in den neuen Staat nicht hineinzuunterrichten, sondern sich hineinleben zu lassen. Neu eingeführt wurde das Landjahr der Schulabgänger. Eine neue Schulform war die Nationalpolitische Erziehungsanstalt, die aus ehemaligen Kadettenanstalten erwuchsen. Neu geschaffen wurde 1939 in Frankfurt am Main das Musische Gymnasium.
Eine besondere Rolle spielte das Amt K (=Körperliche Erziehung), das unter der Leitung von Carl Krümmel stand, der als Münchner ehemaliger deutscher Langstreckenmeister für einen ausdauerorientierten Geländesport eintrat. Um die männliche Jugend schnell wie Windhunde, hart wie Kruppstahl (Adolf Hitler) zu machen, wurde die Anzahl der Sportstunden in allen Schulformen erhöht und inhaltlich stärker an Sport und weniger an Turnen ausgerichtet. Der Religionsunterricht wurde dagegen immer mehr abgebaut, die entsprechende Lehrerausbildung abgeschafft.
Bis 1938 wurden nur einzelne Erlasse verfasst, die das Weimarer Schulwesen entdemokratisieren sollten, wie der Erstellung neuer Fächer (Vererbungslehre und Rassenkunde 15. Januar 1935 oder Pflege der Luftfahrt 17. November 1934) und Schulbücher, bis 1938 ein ganz neues System entworfen wurde, dessen Umsetzung sich im Krieg allerdings verzögerte.
Mit den neuen Richtlinien Erziehung und Unterricht in der höheren Schule wurde das traditionelle Gymnasium zugunsten einer erwünschten Oberschule zurückgedrängt; Realgymnasien und Oberrealschulen wurden ab 1937 einheitlich als „Oberschule“ bezeichnet.
Ende November 1936 verfügte der Reichsbildungsminister Bernhard Rust  die Schulzeit von 13 auf 12 Jahre zu verkürzen: Die Durchführung des Vierjahresplanes sowie der Nachwuchsbedarf der Wehrmacht und akademischer Berufe erfordern es, die Verkürzung der Schulzeit für höhere Schüler von bisher 13 auf 12 Jahre bereits von Ostern 1937 ab durchzuführen. Die Unterprimaner (12. Klasse) legten daher bereits März 1937 ihre Reifeprüfung ab, die Oberprimaner (13. Klasse) verließen dafür ohne schriftliche Prüfung 1937 die höhere Schule. An Mädchenschulen wurde ab Ostern 1940 ebenfalls das „Notabitur“ nach der 12. Klasse eingeführt.
Nach dem Anschluss Österreichs 1938 etablierten die Nationalsozialisten – nach österreichischem Vorbild und parallel zur deutschen Volksschule – eine Hauptschule für begabte Volksschüler. Reichserziehungsministers Bernhard Rust teilte damals der Presse mit: die aus dem alten Österreich stammende Hauptschule würde im ganzen Reich eingeführt und mit den ersten vier Jahren der Mittelschule des Altreichs verbunden.
Die nur vierklassige „neue“ Hauptschule sollte letztlich die sechsjährige Mittelschule verdrängen, sie wurde auch „Bürgerschule“ genannt und bereitete auf handwerkliche Berufe vor. Das Reichsschulpflichtgesetz von 1938 wurde daraufhin am 16. Mai 1941 entscheidend ergänzt. Dem Abschnitt II (Volksschulpflicht) folgte nun der neue Abschnitt III (Hauptschulpflicht): Die Volksschulpflicht dauert acht Jahre. … Volksschulpflichtige Kinder, bei denen die für die Aufnahme in die Hauptschule erforderlichen Voraussetzungen vorliegen, sind zum Besuch der Hauptschule verpflichtet.
Nach vier Jahren an der Volksschule wurden Mädchen und Jungen getrennt, damit die Mädchen zur „deutschen Mutter“ erzogen werden konnten, also vor allem Hauswirtschaftslehre erteilt bekamen, und Jungen zu „deutschen Kriegern“, also vor allem Deutschkunde und „kriegsrelevante“ Naturwissenschaften. Außerdem wurden neue Schulbücher und Unterrichtsmaterialien zugelassen und viele andere verboten (siehe „Erziehung im Nationalsozialismus“).

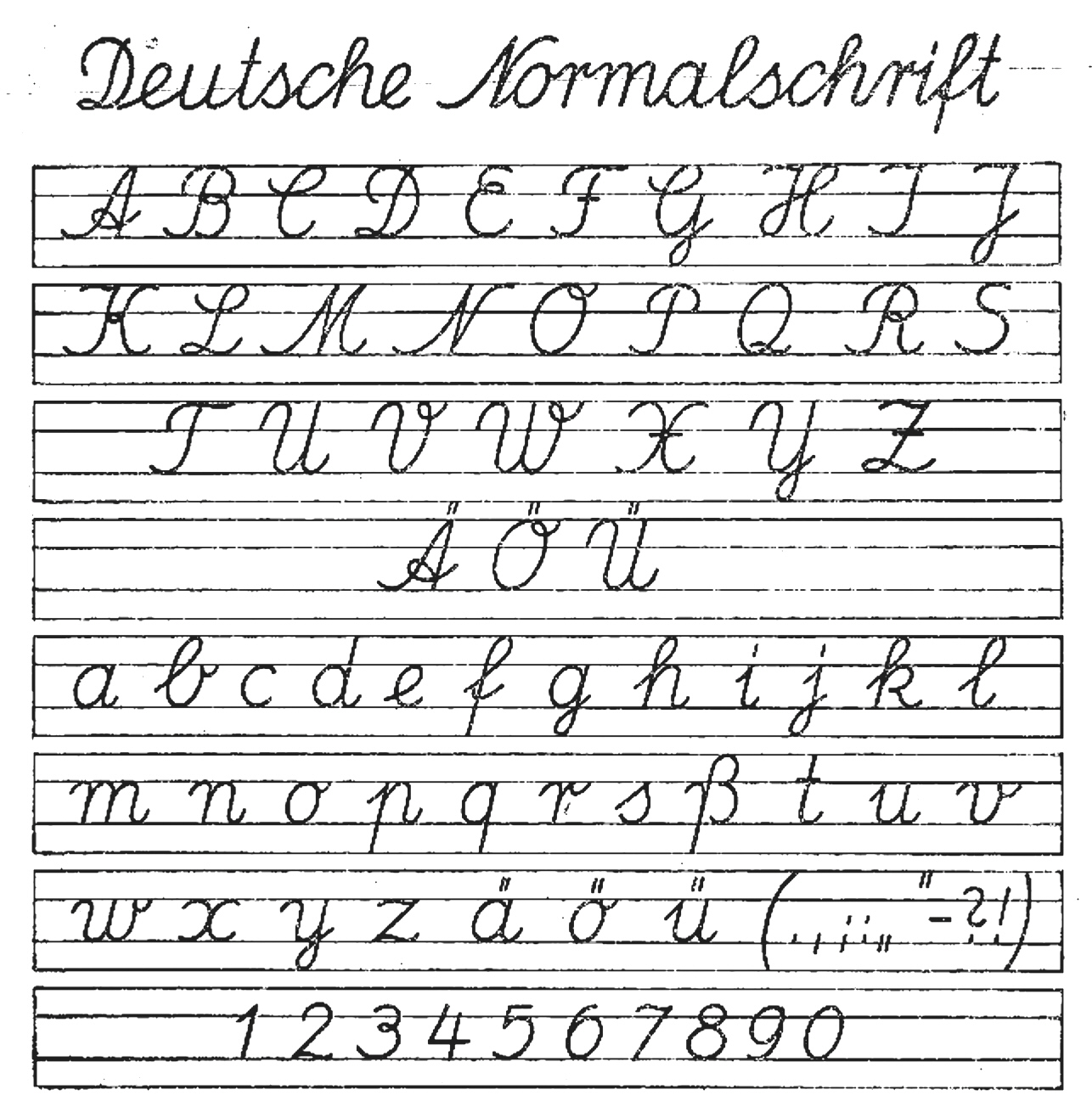

Ein weiterer Erlass von 1941 betraf die Vereinheitlichung der Schreibschrift an allen deutschen Schulen. Minister Rust hatte auch einen Vorstoß zur Rechtschreibreform unternommen.